# Amazing Journey: The Story of The Who (álbum)
Amazing Journey: The Story of The Who es un álbum recopilatorio del grupo británico The Who, publicado por la compañía discográfica Geffen Records en abril de 2008. El álbum sirvió como banda sonora del documental homónimo y fue publicado exclusivamente en tiendas Best Buy en los Estados Unidos.

## Lista de canciones
Todas escritas por Pete Townshend excepto donde se anota.
1. "Leaving Here" (Lamont Dozier, Brian Holland & Edward Holland) – 2:50
2. "I Can't Explain" – 2:06
3. "My Generation" – 3:19
4. "I'm a Boy" – 2:38
5. "I Can See for Miles" – 4:08
6. "Amazing Journey" – 5:07
7. "Pinball Wizard" – 3:03
8. "Summertime Blues" (Live at Leeds) (Jerry Capehart & Eddie Cochran) – 3:25
9. "Baba O'Riley" – 5:01
10. "The Song Is Over" – 6:16
11. "Sea and Sand" – 5:04
12. "Who Are You" – 5:09
13. "Eminence Front" – 5:38
14. "Won't Get Fooled Again" (Live at The Concert for New York City) – 9:21
15. "Real Good Looking Boy" (Townshend, Luigi Creatore, Hugo Peretti & George David Weiss) – 5:43
16. "Tea & Theatre" – 3:22